# Sandomil
Sandomil ist eine Ortschaft und Gemeinde in Portugal.

## Geschichte
Die Anwesenheit der Römer wird durch eine erhalten gebliebene Brücke und einen Brunnen belegt. Der heutige Ort entstand vermutlich im Zuge der Neubesiedlungen nach der mittelalterlichen Reconquista. Das genaue Datum der ersten Stadtrechte aus dem 10. Jahrhundert durch Urraca Fernandes, Königin von León, ist nicht erhalten. König D. Manuel I. gab Sandomil 1514 neue Stadtrechte. Der Ort blieb Sitz eines eigenständigen Kreises bis 1852, nach anderen Quellen 1855.

## Sehenswürdigkeiten
Der Rio Alva durchfließt die Gemeinde. Einige Flussstrände laden zum Baden ein, auch verschiedene Wassermühlen und Aussichtspunkte sind zu nennen.
Zu den Baudenkmälern gehören eine Reihe Kapellen, die Gemeindekirche Igreja de São Pedro aus dem 18. Jahrhundert, die Brunnenanlage Fonte da Praça, die römische Brücke, und der römische Brunnen.

## Verwaltung
Sandomil ist eine Gemeinde (Freguesia) im Kreis (Concelho) von Seia, im Distrikt Guarda. In ihr leben 745 Einwohner (Stand 19. April 2021) auf einer Fläche von 13,2 km².
Folgende Ortschaften liegen in der Gemeinde:
- Aldeia Nova
- Cabeça de Eiras
- Corgas
- Furtado
- Sandomil